# La Cándana de Curueño
La Cándana de Curueño es una localidad española perteneciente al municipio de La Vecilla, en la provincia de León, comunidad autónoma de Castilla y León. Es famoso por los gallos y sus plumas, las cuales sirven para la creación de moscas destinadas a la pesca.

## Situación

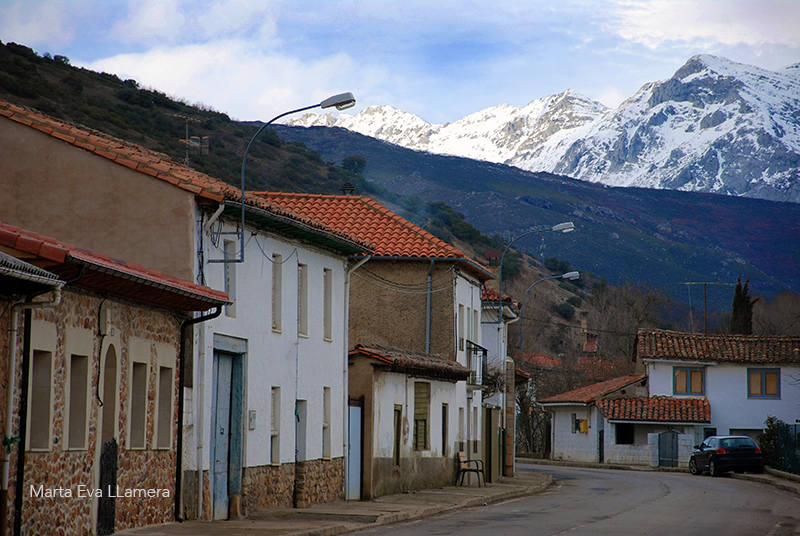
Peak Valdorria seen from La Candana

Se encuentra en la ribera del río Curueño, 18 kilómetros antes de que éste se una al río Porma.

## Demografía
| 2000 |  | 2003 |  | 2006 |  | 2009 |
| ---- |  | ---- |  | ---- |  | ---- |
| 52   |  | 54   |  | 54   |  | 51   |